# Virginie Prevost
Pour les articles homonymes, voir Prevost.
Virginie Prevost est une historienne belge née en 1971, dont les travaux portent sur l’histoire et l’architecture de la communauté ibadite.
Après des études en histoire de l’art, en orientalisme et en histoire des religions, elle consacre sa thèse à l’histoire du Sud tunisien depuis la conquête arabe jusqu’au début de l’époque hafside (VIIe – XIIIe siècles), et plus spécialement aux communautés ibadites qui y ont vécu pendant cette période. Progressivement, elle étend son domaine de recherches aux autres régions qui ont été marquées par l’ibadisme, tant au Maghreb (Mzab et djebel Nefoussa libyen) qu’au sultanat d’Oman, et se concentre sur leur architecture.

## Recherches sur le Sud tunisien
Sa thèse, publiée en 2008 sous le titre L’aventure ibāḍite dans le Sud tunisien. Effervescence d’une région méconnue, « donne une vision complète de la manière dont le sud de la Tunisie est devenu l’un des plus importants bastions de la croyance et de la culture ibadites, et montre comment ce mouvement s'est adapté aux dirigeants politiques et religieux rivaux, de la dynastie des Aghlabides à celle des Hafsides ». Le fait que « V. Prevost récuse le mythe de l’invasion hilalienne pour lui préférer la version d’une lente migration vers l’ouest » est « peut-être l’apport le plus significatif » de cette étude, qui remet en question l’idée répandue selon laquelle la migration des Banû Hilâl n’a apporté que dévastation et destruction en Afrique du Nord, en apportant une série d’éléments précis pour le Sud tunisien.
Bien des thèmes abordés liés à la domination ibadite dans la région sont repris ou développés ailleurs, grâce notamment au programme de recherche « Maghribadite » qui se fonde sur les sources ibadites pour mieux comprendre l’histoire du Maghreb médiéval. Parmi les autres apports de L’aventure ibāḍite dans le Sud tunisien, on peut citer l’étude de la disparition progressive des communautés chrétiennes que « V. Prevost repousse au milieu du XIIIe siècle pour le sud de la Tunisie », ou les éléments permettant d’enrichir nos connaissances sur le géographe arabe du XIIe siècle al-Idrîsî : ainsi, « V. Prevost a montré qu’à plusieurs reprises al-Idrîsî fait preuve d’une connaissance surprenante de certains toponymes ou éléments berbères liés à l’ibadisme, comme le toponyme Antîjân ».

## Recherches sur l’architecture ibadite
Elle collabore depuis 2010 avec le photographe Axel Derriks, d’abord en Libye, puis à Djerba. Dans Les mosquées ibadites du djebel Nafûsa, V. Prevost « exploite le résultat de ses propres recherches ainsi que la documentation dont disposait la communauté scientifique en 2010, avant les événements politiques qui ont marqué la Libye et immobilisé les programmes scientifiques ». 
Certaines caractéristiques de ces mosquées se retrouvent dans celles de Djerba : ainsi le rôle de surveillance de ces bâtiments, qui est essentiel et qui devra être revu pour le djebel Nefoussa en utilisant les images satellitaires et en reprenant les données apportées par V. Prevost. C’est le cas également de l’absence de minbar dans ces bâtiments anciens ou de la diversité et la multiplicité des mihrabs communes à ces édifices, que l’auteur a soulignées dans les deux régions ibadites. À côté de ces aspects descriptifs, « V. Prevost dénonce la destruction et la dispersion du patrimoine architectural de Djerba. Aujourd’hui, diverses mosquées sont endommagées, victimes de dégradations volontaires, pillages, profanation ou de confiscation arbitraire du lieu de culte ».

## Autres travaux
En 2010, elle publie un volume de vulgarisation dans la collection « Fils d’Abraham » des éditions Brepols : Les Ibadites. De Djerba à Oman, la troisième voie de l’Islam, qui apparaît comme « un des outils les plus synthétiques sur l’ibadisme ».

## Sélection de publications
- « La renaissance des ibāḍites wahbites à Djerba au Xe siècle », Folia Orientalia, 40, 2004, p. 171-191.
- « La révolte de Bāġāya (358/969) : le dernier soulèvement des ibāḍites maghrébins », Journal of Near Eastern Studies, 65, 3, 2006, p. 197-206.
- « Les dernières communautés chrétiennes autochtones d’Afrique du Nord », Revue de l’histoire des religions, 224, 2007, p. 461-483[15].
- L’aventure ibāḍite dans le Sud tunisien. Effervescence d’une région méconnue. Helsinki, Academia Scientiarum Fennica (Humaniora vol. 350), 2008. 479 p.
- « Les mosquées ibadites du Maghreb », Revue des mondes musulmans et de la Méditerranée, 125 (Les mosquées. Espaces, institutions et pratiques), 2009, p. 217-232[16].
- Les Ibadites. De Djerba à Oman, la troisième voie de l’Islam. Turnhout, Brepols, 2010. 200 p.
- « L’ibadisme berbère. La légitimation d’une doctrine venue d’Orient », dans Annliese NEF et Élise VOGUET (éd.), La légitimation du pouvoir au Maghreb médiéval. De l’orientalisation à l’émancipation politique, Madrid, Collection de la Casa de Velázquez (127), 2011, p. 55-72.
- « Les enjeux de la bataille de Mānū (283/896) », Revue des mondes musulmans et de la Méditerranée, 132, 2012, p. 75-90[17].
- « Ibāḍisme et ṣufrisme dans le Maghreb central », dans Houari Touati (dir.), Histoire générale de l’Algérie. L’Algérie médiévale, Zaytūn, 2014, p. 315-334.
- « Des communautés ibadites à Kairouan et dans le Sāḥil jusqu’au XIIe siècle ? Un nouvel examen des sources », dans Cyrille Aillet et Bulle Tuil Leonetti (éd.), Dynamiques religieuses et territoires du sacré au Maghreb médiéval. Éléments d’enquête, Madrid, CSIC, 2015, p. 51-78.
- Les mosquées ibadites du djebel Nafûsa. Architecture, histoire et religions du nord-ouest de la Libye (VIIIe – XIIIe siècle).
- (dir.), Les ibadites. Mode de vie, organisation et patrimoine d’une minorité musulmane dans le Maghreb en ébullition, dossier central de la revue Horizons Maghrébins, 76, 2017.
- « Essai de cartographie des groupes dissidents dans le Maghreb ibadite », dans Cyrille Aillet (éd.), L’ibadisme dans les sociétés de l’Islam médiéval. Modèles et interactions, Berlin, De Gruyter, 2018, p. 169-189.
- avec Axel Derriks, Djerba. Les mosquées ibadites. Tunis, Cérès éditions, 2018. 166 p.
- « Le commerce transsaharien médiéval vu par les sources ibadites : de nouveaux récits, de nombreux miracles », Journal Asiatique, 307.1, 2019, p. 57-63.
- « Les Sept Dormants dans le Sud tunisien : de la légende au culte vivant », Revue de l’histoire des religions, 237-1, 2020, p. 5-36.
- avec Axel Derriks, Djerba Absolument. Tunis, Cérès éditions, 2022, 128 p.
- avec Jean-Charles Ducène, Dictionnaire géographique de l’Afrique médiévale. Yāqūt, al-Qazwīnī et al-Ḥimyarī. Paris, Éditions de la Sorbonne, 2023. 608 p.